# Kill a Dragon
Kill a Dragon est un film américain réalisé par Michael D. Moore, sorti en 1967.

## Fiche technique
- Titre : Kill a Dragon
- Réalisation : Michael D. Moore
- Scénario : William Marks et George Schenck
- Production : Hal Klein et Aubrey Schenck
- Musique : Philip Springer
- Photographie : Emmanuel I. Rojas
- Montage : John F. Schreyer
- Pays d'origine : États-Unis
- Format : Couleurs - Mono
- Genre : Action, drame
- Durée : 91 minutes
- Date de sortie : 1967

## Distribution
- Jack Palance : Rick Masters
- Fernando Lamas : Nico Patrai
- Aldo Ray : Vigo
- Kam Tong : Win Lim
- Don Knight : Ian
- Hans William Lee : Jimmie

## Autour du film
Remake du film Les Sept Samouraïs.